# Morane-Saulnier M.S.406
Morane-Saulnier M.S.406 je bil francoski lovec druge svetovne vojne.
Dosegel je hitrost do 405 km/h. Oborožen je bil z dvema strojnicama in topom kaliber 20 mm. Bilo je edino lovsko letalo, ki so ga imeli francozi na voljo leta 1939.